# An American Citizen
«An American Citizen» — американский короткометражный комедийный фильм Джеймса Сирл Доули.

## Сюжет
Фильм рассказывает о младшем партнёре нью-йоркской брокерской фирмы, Берресфорде Крюгере, который получит от дяди Кэрью 60 тысяч фунтов стерлингов взамен на отказ от своего американского гражданства, а также при условии, что он станет британским подданным и женится на англичанке. Иначе деньги будут переданы Археологическому обществу Англии. Крюгер решает отказаться от состояния, когда его кузина-англичанка Беатрис Кэрью предлагает ему пожениться и оставить деньги в семье.

## В ролях
| Актёр                 | Роль              |
| --------------------- | ----------------- |
| Джон Бэрримор         | Берресфорд Крюгер |
| Питер Лэнг            | Питер Барбюри     |
| Хэл Кларендон         | Эгертон Браун     |
| М.С. Смит             | Карола Чапин      |
| Этель Уэст            | Джорджия Чапин    |
| Александр Гаден       | Отто Сторби       |
| Веллингтон А. Плэйтер |                   |